# 威廉·胡贝尔茨

威廉·胡贝尔茨（德語：Wilhelm Huberts，1939年3月24日—2022年3月6日）是一名前奥地利足球员，为德甲历史上首批外援之一。